# Denmark (Australia)
Denmark – miasto w Australii, w stanie Australia Zachodnia.